# Цицерук, Владимир Сергеевич
Владимир Сергеевич Цицерук — советский хозяйственный, государственный и политический деятель.

## Биография
Родился в 1926 году. Член КПСС.
С 1946 года — на хозяйственной, общественной и политической работе.
До 1959 гг. — комсомольский и советский работник в Белгородской области.
- В 1959—1963 гг. — заместитель председателя, председатель Томаринского райисполкома, председатель Углегорского сельского райисполкома.[1]
- В 1963—1965 гг. — секретарь парткома Анивского производственного совхозного управления.[1]
- В 1965—1968 гг. — первый секретарь Анивского райкома КПСС.[1]
- В 1968—1972 гг. — заведующий отделом оргпартработы Сахалинского обкома КПСС.[1]
- C 25 августа 1972 до 1983 г. — первый секретарь Южно-Сахалинского горкома КПСС[2].
- В 1983—1987 гг. — председатель Сахалинского областного комитета народного контроля.[1]

C 1987 гг. — персональный пенсионер.
Делегат XXV и XXVI съездов КПСС.
Жил в Подольске.